# Anatomie kočky domácí

Schéma anatomie kocoura

Anatomie kočky domácí popisuje stavbu těla kočky domácí a s ní související vlastnosti. Kočka domácí je představitelem tzv. malých koček (Felinae). Její tělo je přizpůsobené životu predátora – má ostré smysly, dokáže vyvinout velkou rychlost i pohybovat se potichu a je vyzbrojena zuby a zejména drápy k usmrcení kořisti. Má dlouhé tělo na relativně krátkých nohách, krátký krk a poměrně širokou a krátkou hlavu a středně dlouhý ocas. Srst je obvykle krátká, rovná a přilehlá. U ušlechtilých plemen koček se pak objevují některé záměrně vyšlechtěné odlišnosti od tohoto schématu.

## Kostra,svalstvoachrup
Kostra kočky se skládá z lebky, páteře, žeber s hrudní kostí a kostí končetin. Spojení pákovité stavby zadních končetin a silných zádových svalů umožňuje kočce velice rychlý start a mohutné skoky, není však vhodné pro dlouhodobý výkon (kočka tedy kořist neštve, ale přepadá ze zálohy).
Dospělá kočka má cca 240 kostí a 500 svalů. Velice pružnou páteř z volně spojených obratlů umožňující ohnutí těla prakticky o 180 stupňů tvoří 7 krčních, 13 hrudních a 7 bederních obratlů, kost křížová (ze 3 srostlých křížových obratlů) a 20-27 obratlů ocasu (u bezocasých koček 0-4, zbytek chybí nebo není vyvinut).
Na předních končetinách má kočka 5, na zadních 4 prsty se zatahovatelnými drápy. Kočka má při chůzi drápy zatáhnuté a došlapuje na spodní plochy prstů, které jsou vybaveny měkkými polštářky. To jí umožňuje tichý pohyb, který je důležitý pro úspěšný lov. Mimovolným důsledkem je fakt, že stopy kočkovitých šelem díky tomu lze snadno odlišit od stop šelem psovitých. Drápy na předních nohách si kočka obrušuje pravidelným škrabáním, zejména o dřevěné předměty (v přírodě to jsou hlavně stromy), zadní si okusuje.
Lebka kočky je středně dlouhá, s dobře vyvinutou mozkovnou a silnými čelistmi. U kočky rozeznáváme chrup trvalý a mléčný. Mléčný chrup kočky má 26 zubů. Koťata se rodí jako bezzubá, zoubky se prořezávají 15–30 dní po narození. Výměna mléčného chrupu za trvalý probíhá obvykle od 3. do 6. měsíce věku. Trvalý chrup se skládá z 30 zubů, přičemž z horní čelisti jich vyrůstá 16, z dolní 14. Skus je klešťovitý, to značí že řezáky obou čelistí se dotýkají řeznými plochami. Při posuzování pravidelnosti skusu u šlechtěných plemen koček se povoluje tolerance daná směrnicemi pro posuzovatele. Větší odchylky se označují za předkus či podkus a jsou nežádoucí vadou. Vzhledem k její možné dědičné podmíněnosti se jedinci s předkusem či podkusem vyřazují z chovu.

## Smyslové orgányasmysly
Smyslové orgány jsou složité aparáty sloužící k přijímání selektivních podnětů z okolí, které zprostředkovávají mozku, který je dál analyzuje a případně na ně reaguje. Nejvyvinutějším smyslem kočky je zrak, naopak nijak zvlášť dobrá není chuť.

### Zrak
Oko kočky má podobnou stavbu jako oko lidské, nicméně jsou zde některé výrazné rozdíly. Kočka má omezený pohyb očí (její zorné pole je omezeno na 205 stupňů oproti 220 stupňů u člověka) a její rohovka je více vyklenutá, což zvyšuje kvalitu vidění. Zároveň jí určitou výhodu přináší větší pohyblivost hlavy. Speciální buňky nacházející se na cévnaté vrstvě za sítnicí (tzv. tapetum lucidum) jí umožňují celkem dobré vidění i za šera, kdy už lidské oko nemá dost světla (za úplné tmy ovšem nevidí nic ani ona). Schopnost této vrstvy odrážet světlo způsobuje charakteristický zlatozelený svit, který lze v očích kočky za šera pozorovat. Další důležitou modifikací je schopnost kočky měnit v závislosti na intenzitě dopadajícího světla plochu zornice (od téměř celé plochy duhovky za minimálního světla až po úzkou štěrbinu při silném světle. Svislá štěrbina umožňuje, na rozdíl od kruhové zornice, vyšší rozlišení ve vodorovném směru. Na rozdíl od člověka má kočka tzv. třetí víčko, které zvlhčuje oko, takže kočka nemusí na rozdíl od člověka neustále mrkat.

### Sluch
Sluch je po zraku dalším dobře vyvinutým smyslem kočky. Ucho se skládá z vnějšího ucha, vnějšího zvukovodu, středního ucha a vnitřního ucha, kde se nacházejí též receptory pro vnímání rovnováhy. Pohyb uší je zajištěn pomocí 27 různých svalů, což společně s jejich umístěním nad profilem hlavy způsobuje, že kočka může své uši do značné míry natáčet za zvukem, aniž by musela hýbat hlavou, a s velkou přesností určit a lokalizovat zdroj zvuku. Ve srovnání s lidským sluchem je kočičí přibližně stejně dobrý v nižších frekvencích, s růstem frekvence lidský sluch postupně ztrácí. Horní hranice vnímání zvuků se u kočky udává 30 Hz – 45 kHz (u člověka 20 kHz); některé kočky dokáží slyšet zvuk až o frekvenci 75 kHz. Kořist svým pohybem způsobuje zvuk (podobný šustění), jehož spektrum je ve vysokých kmitočtech a citlivost sluchu kočky pro tyto kmitočty je pro ni životně důležitá.U bílých koček s modrýma očima se často objevují poruchy sluchu až hluchota.

### Hmat
Hmat je další z vysoce vyvinutých kočičích smyslů. Zprostředkovávají ho hmatové receptory uložené v hluboké vrstvě kůže nebo ve hmatových fouscích u úst a na tlapkách. Receptory ve hmatových fouscích dokážou registrovat tlak, vibrace a teplotu. Někteří vědci se domnívají, že jsou natolik citlivé, že kočka s jejich pomocí dokáže vnímat i výraznější změny tlaku vzduchu, jak bylo dokázáno u příbuzné kočky šedé. Kočičí receptory snesou vyšší teplotu než lidské.

### Čich
Kočka se při lovu nespoléhá na čich v takové míře jako pes. Kočka má čichové receptory umístěné na 20-40 cm² velké čichové sliznici, což znamená lépe vyvinutý čich než člověk. Tento smysl má také velký význam pro sociální chování kočky. Prvním blízkým kontaktem mezi dvěma kočkami je jejich vzájemné očichávání. Po stranách hlavy, na bradě, lících a ocase má kočka pachové žlázy. Otíráním o různé předměty, rostliny, či stromy si značkuje svoje teritorium. Člověk tyto pachové stopy necítí, na rozdíl od pachových stop, které zanechává kocour pomocí svých análních žláz. Mimo čichání umí kočka i větřit. Větření (také se používá výraz flémování) je vjem, který se týká čichu a chuti. Má význam pro potravinové a sexuální vnímání. Tento vjem může kočka používat díky tzv. Jacobsonovu orgánu. Větřící kočka vypadá zvláštně – má otevřenou tlamu a pysky stáhnuté dozadu. Nejčastěji je možné větřící kočku vidět v říji.

### Smysl pro rovnováhu

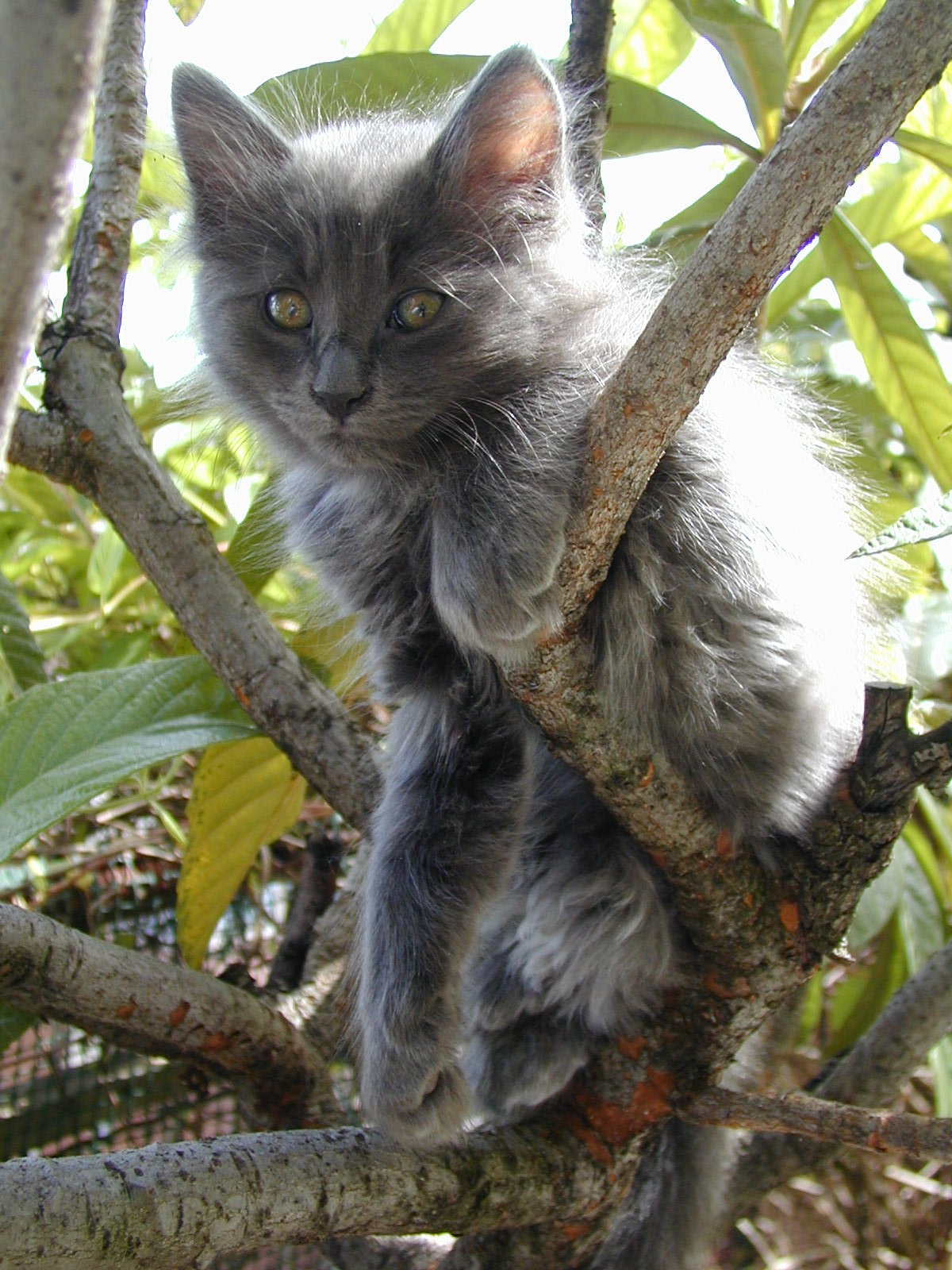
Kočka na stromě

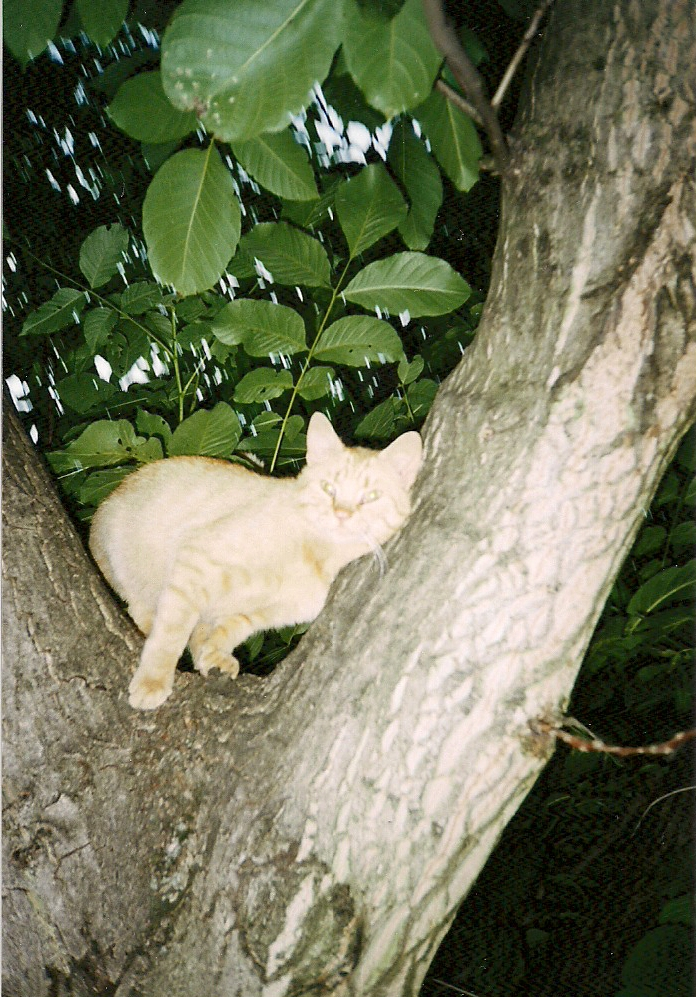
Kocour na stromě

Kočky mají větší smysl pro rovnováhu než lidé, protože jsou schopné rychle zpracovat přicházející impulzy a zareagovat. K udržování rovnováhy používá kočka ocas, který používá podobně jako člověk jdoucí po laně tyč. Kočka má v uchu tzv. statokinetický receptor, který dává mozku informace o poloze jejího těla. Proto kočka dokáže při pádu ze značné výšky většinou dopadnout na tlapky. Tento smysl mají vyvinutý již narozená koťata, ale pro plné využití tohoto orgánu kočky potřebují ještě zrak, proto se potřebné reflexy plně rozvinou až po otevření očí.

### Chuť
Chuť je nejméně vyvinutým kočičím smyslem. Kočky nemají receptory pro sladkou chuť a tudíž ji nedokáží vnímat, což ovšem neznamená, že nejsou schopny pozřít sladké jídlo.

## Vnitřní orgány

### Dýchací soustava
Dýchací orgány kočky slouží nejen k dýchání, ale též jako důležitý termoregulační aparát. Při dýchání se ochlazuje krev proudící v cévních stěnách dýchacích cest. Kočka v klidu má dýchací frekvenci 20 až 30 vdechů za minutu. Při tělesné zátěži, teple a nemoci se tato frekvence zvyšuje.

### Oběhová soustava
Srdce kočky je čtyřkomorové a jeho frekvence tepu se pohybuje mezi 100 až 140 tepy za minutu u dospělé kočky a až 300 tepů za minutu u koťat. Kočičí krev má v porovnaní s lidskou rychlejší srážlivost. Obsahuje více červených a bílých krvinek. Okysličená krev proudí tepnami do různých částí těla. Odkysličenou krev vedou žíly zpět k srdci. Krev se okysličuje v plicích.

### Trávicí soustava
Na začátku trávicí soustavy je tlama. V ní se kromě zubů nachází svalnatý drsný jazyk, který obsahuje chuťové receptory a posouvá potravu směrem do hltanu. Kromě jiného slouží též k čištění srsti. Trávicí soustava kočky je uzpůsobena k trávení masa – jako u všech predátorů je relativně kratší než trávicí soustava všežravců či býložravců. Žaludek má tvar písmene U a naplněný je velký asi jako lidská pěst. Nacházejí se v něm žaludeční kyseliny. Kočky nemají fermenty na štěpení laktózy, proto je pro ně kravské mléko těžce stravitelné a neměly by ho dostávat. Vhodnější je mléko kozí nebo smetana. Živiny a natrávené potraviny se vstřebávají v tenkém střevě, dlouhém asi 1 až 1,5 metru. V tlustém střevě se ze zbytků potravy vstřebává voda a konečníkem vylučuje polotuhý trus.

### Močové orgány
Močové orgány tvoří dvě ledviny, močovody, močový mechýř a trubice. Ledviny mají funkci filtračního zařízení, kterým se z organismu vylučují nečistoty látkové výměny. Zdravá kočka močí zpravidla 2 až 3krát denně. Obvyklé množství moči je 100 až 200 mililitrů za den. Kocour má dlouhou a úzkou močovou trubici, což někdy (např. při tvorbě močových kamenů a písku) způsobuje problémy při močení.

### Pohlavní orgány
Pohlavní ústrojí u kocoura tvoří varlata uložená v šourku. Někdy se vyskytuje vada, při níž jedno nebo obě varlata nesestoupí při vývoji z břišní dutiny. Tato vada se nazývá kryptorchizmus. Nevede k neplodnosti kocoura, jde však o dědičnou chorobu a tohoto jedince je třeba vyřadit z chovu. Pohlavní ústrojí kočky tvoří vaječníky uložené v břišní dutině. Kočičí děloha má tvar písmene Y. Vývoj plodů probíhá v relativně dlouhých cípech dělohy.

### Žlázy s vnitřní sekrecí
Tyto žlázy jsou součástí regulačního mechanismu látkové výměny, růstu, pohlavních funkcí a jiných tělesných pochodů kočky. Vylučují do krve hormony. Mezi žlázy s vnitřní sekrecí patří hypofýza, štítná žláza, nadledviny, pankreas, vaječníky a varlata.

### Mozek
Kočičí mozek váží asi 26 až 32 g a tvoří tak asi 1 % její váhy. Čelní lalok řídí pohybový aparát, temenní a týlový lalok řídí smyslové orgány a vyhodnocují z nich přijaté informace. Za chování a paměť odpovídají spánkové laloky. Malý mozek řídí motoriku.

## Srst
Srst chrání kočku před nepřízní venkovního prostředí – nejen před zimou a teplem, ale i proti vlhkosti. Srst volně žijících koček je dokonale přizpůsobena venkovním podmínkám. V létě je srst řidší, v zimě je velmi hustá, takže chrání kočku i před mrazem. Proto kočky dokáží žít celoročně venku i v severských krajinách. Stačí, když mají k dispozici suché, závětrné a klidné místo.
Srst kočky se skládá z podsady a krycích chlupů. Její hustota je dána prostředím, v němž kočka žije. Kočky žijící v bytě ji mají řidší než kočky ve volné přírodě. Funkčnost (ochrana proti venkovnímu prostředí) a hebkost srsti zabezpečují tukové žlázy, které ji promašťují.
Je známo 15 základních barev srsti u koček. Od černé, přes čokoládovou, modrou, lila, krémovou, červenou, skořicovou až po bílou. Srst se liší nejen barvou, ale i kresbou – mramorovaná, tygrovaná, tečkovaná. Chlup nemusí být jednobarevný. Může být kroužkovaný, anebo mít jinou barvu na konci, barva může být kombinovaná se stříbrnou či zlatou.
Domácí kočky se vyskytují prakticky ve všech barevných kombinacích. V Evropě najdeme na ulici většinou mourovaté, jednobarevné či různě skvrnité kočky. V Asii a Africe zase najdeme spíše domácí kočky se siamskými znaky (bílé kočky se skvrnami na končetinách, tváři, uších a ocase v různých barvách).